# Primero de Mayo (Misiones)
Primero de Mayo es una localidad argentina ubicada en el departamento Cainguás de la Provincia de Misiones. Depende administrativamente del municipio de Campo Grande, de cuyo centro urbano dista unos 7 km.
Se desarrolla a lo largo de la Ruta Provincial 8, que la vincula al norte con la Ruta Nacional 12 y al sur con Campo Grande.
- Datos: Q6086457